# Skjutsinrättningen i Jönköping
Skjutsinrättningen i Jönköping var en skjutsstation, som inrättades 1837 vid Skjutsstallgatan, nuvarande Kyrkogatan 7 i Jönköping. Skjutsinrättningen var den första byggnaden i dåvarande Förstaden, nutida Väster, som uppfördes söder om det vid denna tid förfallna Jönköpings slotts befästningar.
En liten bit söder om Skjutsinrättningen låg det tidigare industriområdet från 1600-talet Limugnen vid Munksjön, där utvärdshuset Stora Limugnen öppnade som sommarrestaurang 1858. Omedelbart norr om Skjutsstationen byggdes 1863 Västra folkskolan, som var Jönköpings andra folkskola. Nordväst om Skjutsinrättningen lades 1863 ut stadsplanebelagd kvartersmark för bostadshus längs Barnarpsgatan och Kyrkogatan. Kvarteret omedelbart väster om Skjutsinrättningen blev ett marknadstorg, Oxtorget.
Skjutsstationen var en timrad envåningsbyggnad med sex boenderum och låg mot Skjutsstallgatan, nuvarande Kyrkogatan. Skjutsinrättningen hade en kringbyggd gård med en stallbyggnad med plats för 42 hästar samt ett antal ekonomibyggnader. 
I nuvarande Jönköpings stadspark, tidigare benämnd Skjutsarhagen, fanns betesmark för hästarna som användes av skjutsinrättningen.
När Stora hotellet invigdes 1860, övergick skjutsstationen huvudsakligen dit, men Skjutsinrättningen användes också därefter. Lokalerna övertogs sedermera av grannen Jönköpings gasverk, som anlagts i den andra delen av kvarteret 1863.